# 5596 Morbidelli
5596 Morbidelli este o planetă minoră (asteroid), cu un diametru de 5,689 km, din centura de asteroizi. A fost descoperită pe 7 august 1991 la Observatorul Palomar de Henry E. Holt și a fost numită după Alessandro Morbidelli⁠(d). 
Obiectul prezintă o orbită caracterizată de o semiaxă mare de 2,1754152 UAi, o excentricitate de 0,08, o înclinație de 4,23502 ° în raport cu ecliptica.